# Tilloclytus
Tilloclytus is een kevergeslacht uit de familie van de boktorren (Cerambycidae). De wetenschappelijke naam van het geslacht werd voor het eerst geldig gepubliceerd in 1885 door Bates.

## Soorten
Tilloclytus omvat de volgende soorten:
- Tilloclytus balteatus (Chevrolat, 1860)
- Tilloclytus baoruco Lingafelter, 2011
- Tilloclytus bruneri Fisher, 1932
- Tilloclytus clavipes Bates, 1885
- Tilloclytus cleroides (White, 1855)
- Tilloclytus conradti Bates, 1892
- Tilloclytus cubae Fisher, 1932
- Tilloclytus geminatus (Haldeman, 1847)
- Tilloclytus haematocephalus (Chevrolat, 1862)
- Tilloclytus minutus Fisher, 1932
- Tilloclytus neiba Lingafelter, 2011
- Tilloclytus nivicinctus (Chevrolat, 1862)
- Tilloclytus pilosus Zayas, 1975
- Tilloclytus rufipes Fisher, 1942